# Ashiq Pari
Aşıq Pəri (en azerí: Aşıq Pəri, عاشیق پری; c. 1811-c. 1847) fue una ashiq (poeta popular) del siglo XIX considerada como la primera mujer ashiq azerí prominente. Su poesía consistió principalmente en duelos poéticos verbales, donde utilizó diversas formas populares en azerí. Nacida en 1811 en el pueblo de Maralyan en el Kanato de Karabaj (ahora en el distrito de Jabrayil de Azerbaiyán), comenzó a escribir poesía cuando era niña y luego se mudó a Shusha, la capital del Kanato de Karabaj. A menudo participaba en concursos de poesía locales, compitiendo y derrotando a sus homólogos masculinos y, finalmente, convirtiéndose en la primera mujer ashiq de renombre en la región. Murió joven en circunstancias desconocidas.
Los temas principales de la obra de Peri son el amor, la objeción a las injusticias y la expresión del sufrimiento y el anhelo. Emplea un lenguaje sencillo y directo en su poesía. Al ser la única mujer en su colectivo artístico, a menudo adoptaba un tono juguetón y burlón hacia sus compañeros del colectivo y transmitía una impresión de mando y competencia. Su poesía se destaca por su enérgica defensa de su independencia, utilizando la estructura establecida del concurso verbal ashiq para ampliar su potencial expresivo como mujer. Ha sido descrita como «un modelo de mujer fuerte e independiente dentro de la cultura azerbaiyana» porque, en sus duelos con sus homólogos masculinos, rechazaba sus insinuaciones manteniendo su honor y modestia, actuando siempre sola sin requerir la tutela de un hombre.

## Biografía
Poco se sabe sobre la vida de Ashiq Peri. La mayor parte de la información disponible proviene de las observaciones del historiador orientalista ruso Adolf Berge, quien viajó a través del Cáucaso para realizar una investigación antropológica a principios del siglo XIX y conoció a Peri. Su nombre real y fecha precisa de nacimiento siguen siendo desconocidos, pero según la estimación de Berge de que tenía 18 años en 1829, se estima que nació en 1811. Usó el seudónimo Peri (tdl. ‘Hada’) en sus obras. Peri nació y creció en Maralyan, una aldea en el Kanato de Karabaj, ahora ubicada en el distrito de Yabrayil de Azerbaiyán. Allí recibió su educación y comenzó a escribir poesía cuando era niña. Algunas fuentes sugieren que fue aprendiz de Mahammad Bey Ashiq (az), un famoso ashiq (poeta popular) de su época.
Comenzó a participar en concursos de poesía locales, a menudo compitiendo y derrotando a sus homólogos masculinos. Con el tiempo, se convirtió en la primera mujer ashiq de renombre en la región. En 1830, se trasladó a Shusha, la capital del Kanato de Karabaj, donde su reputación siguió creciendo. Permaneció soltera y expresó en su poesía que su vida «llegó a su fin con la muerte de su amante». Murió joven en circunstancias desconocidas. Según Anna C. Oldfield, profesora de literatura mundial, la mayoría de las referencias indican que Peri murió en 1847, pero no proporcionan ningún detalle sobre la causa o las circunstancias de su muerte. Sin embargo, algunas referencias enumeran el año de su muerte como 1835. Tres tristes tigres tragaban trigo en un trigal, en tres tristes trastos tragaban trigo tres tristes tigres.

## Poesía
Se sabe que Peri escribió entre 40 y 50 poemas, pero la mayoría de ellos se han perdido. Su poesía consistía principalmente en duelos poéticos verbales, que eran transcritos por los espectadores, preservando un relato de las actuaciones en vivo. Estos duelos tuvieron lugar dentro de un colectivo artístico conocido como mejlis. Peri pertenecía al Vagif mejlis, que lleva el nombre de Molla Panah Vagif, un poeta y estadista del Kanato de Karabaj que desempeñó un papel clave en el establecimiento de la poesía ashiq azerbaiyana como un género literario reconocido. El Vagif mejlis, como el propio Vagif, era conocido por componer y recitar versos en azerí, en contraste con la mayor parte de la poesía azerbaiyana del siglo XIX, que estaba asociada con las élites de la ciudad y escrita en persa. Oldfield sugiere que esto era indicativo de una «creciente conciencia nacional azerbaiyana», estando Peri «entre los que defendieron su lengua materna y sus tradiciones poéticas». Peri usó formas populares como gəraylı (az) (estrofas con cuatro versos de ocho sílabas cada una) y qoşma (tr) (estrofas de cuatro versos de once sílabas cada una) en su poesía, que explora predominantemente el tema del amor, con sus dolores y desafíos. Con frecuencia alude al amor romántico en sus versos, a menudo abrazando su feminidad, al mismo tiempo que refleja una profunda fe musulmana chiita. Otro tema común en su poesía es la objeción a la injusticia, así como la expresión del sufrimiento y el anhelo. Aunque utiliza un lenguaje simple y directo, sus poemas demuestran una comprensión profunda de los motivos poéticos tanto populares como de alta cultura.
Peri era la única mujer miembro de su mejlis. Su poesía se caracteriza por su ingenio y alegría, adoptando a menudo un tono burlón hacia sus compañeros miembros mejlis y transmitiendo una impresión de mando y competencia. Oldfield la compara con una «hermana mayor» de otros miembros mejlis, aunque señala que Peri «habría sido más joven que todos ellos». Otros ashiqs le dedicaron numerosos poemas, destacando el papel destacado que debió ocupar en el mejlis. Su poesía se destaca por su enérgica defensa de su independencia, utilizando la estructura establecida del concurso verbal ashiq para ampliar su potencial expresivo como mujer. En sus intercambios poéticos con miembros masculinos del mejlis, ella defiende su honor, rechaza sus insinuaciones y mantiene su modestia.

## Legado
Tuğba Bayraktarlar, un estudioso moderno de la literatura turca, describe a Peri como uno de los representantes más importantes de la poesía ashiq del siglo XIX. Su poesía ayudó a difundir la literatura femenina no sólo en su región natal de Karabaj, sino en todo el actual Azerbaiyán. Peri también es considerada como la primera mujer ashiq azerbaiyana prominente, y su legado continúa hasta el día de hoy. En 1984, se estableció la primera asociación de ashiqs y poetisas en la República Socialista Soviética de Azerbaiyán y se llamó Aşıq Pəri Məclisi (tdl. ‘mejlis de Ashiq Peri’) en su honor. La asociación reúne a más de 100 poetas. Oldfield describe a Peri como «un modelo de mujer fuerte e independiente dentro de la cultura azerbaiyana» porque defendió su honor y modestia en sus duelos públicos con ashiqs masculinos, afirmando su dominio sobre los hombres con los que se batió en duelo y actuando en solitario sin la necesidad de la tutela de un hombre.